# Academia de las Ciencias de Heidelberg
La Academia de Ciencias y Humanidades de Heidelberg (en alemán: Heidelberger Akademie der Wissenschaften), establecida en 1909 en Heidelberg, Alemania, es una asamblea de académicos y científicos en el estado alemán de Baden-Wuerttemberg.
La Academia es miembro de la Unión de Academias Alemanas de Ciencias y Humanidades.

## Estructura
La Academia es una de las ocho academias de ciencias sostenida por los Länder; es una institución extrauniversitaria, pero coopera con la Universidad de Heidelberg y otras universidades del estado de Baden-Württemberg, principalmente en proyectos de investigación básica en humanidades y ciencias sociales. Su objetivo es desarrollar proyectos de investigación, organizar coloquios científicos y ciclos de conferencias para el público en general, y animar a los jóvenes científicos en las ciencias.
La Academia consta de dos secciones, la sección de Matemáticas y Ciencias Naturales "Mathematisch-naturwissenschaftlichen Klasse" y la sección de Filosofía e Historia "Philosophisch-historische Klasse". Cada una de estas secciones está encabezada por un secretario, la academia misma está encabezada por el presidente. 